# Szczecin Zdroje
Szczecin Zdroje – kolejowy przystanek osobowy w Zdrojach, dzielnicy Szczecina. Położony jest nad ul. Walecznych.
Odległość od dworca do ważniejszych stacji w pobliżu:
- Szczecin Dąbie: 2,7 km
- Szczecin Podjuchy: 6,4 km
- Szczecin Główny: 8,6 km (przez Port Centralny)
- Szczecin Główny: 11,8 km (przez Dziewoklicz)

Dojazd do dworca 
- Bike S rower miejski (PKP Szczecin Zdroje )
- Autobusy miejskie w Szczecinie linie 79,84

## Ruch pasażerski
| Rok  | Wymiana pasażerska na dobę |
| ---- | -------------------------- |
| 2017 | 300-499                    |
| 2022 | 500-699                    |

## Informacje ogólne
Stacja kolejowa na linii łączącej Dąbie ze Szczecinem Głównym i Podjuchami, otwartej w 1936 r. Położona jest ok. 500 m od głównego skrzyżowania w Zdrojach, nieopodal Parku Leśnego Zdroje. W pobliżu stacji znajduje się nastawnia „SE” (dawniej posterunek odgałęźny „Widok”). W okolicach znajdowała się nieistniejąca już stacja Szczecin Zdroje Wschodnie.
Niemiecka stacja o nazwie Buchheide (co w tłumaczeniu oznacza Puszczę Bukową), położona była ok. 600 m dalej w stronę Podjuch, przy obecnej ul. Letniskowej. Pierwsza powojenna polska nazwa to Zaborsko - sztuczna, wymyślona tylko dla tej stacji (nazwę Zdroje posiadała wówczas stacja później znana jako Szczecin Lotnisko). W Zdrojach zatrzymują się pociągi osobowe oraz niektóre pospieszne, krótkobieżne. W pobliżu znajduje się przystanek ZDiTM „SKM Zdroje”.